# Palicourea wilesii
Palicourea wilesii är en måreväxtart som beskrevs av Charles Dennis Adams. Palicourea wilesii ingår i släktet Palicourea och familjen måreväxter. IUCN kategoriserar arten globalt som sårbar.
Artens utbredningsområde är Jamaica. Inga underarter finns listade i Catalogue of Life.